# Azadegan League
Azadegan League jest drugą najwyższą klasą rozgrywkową w piłce nożnej w Iranie. W latach 1991–2001 te rozgrywki były najważniejszymi w tym państwie, a ich zwycięzca zostawał mistrzem tego kraju. W 2001 stworzono Iran Pro League w miejsce Azadegan League, którą poziom obniżono do drugiej klasy rozgrywkowej.
Obecnie Azadegan League składa się z dwóch grup. Zwycięzcy każdej z nich awansują do Iran Pro League, natomiast zespoły z drugich miejsc walczą o udział w niej w barażach. Dwie najsłabsze drużyny w każdej z grup spadają do niższej ligi.

## Historia
W 1991 Qods League została przemianowana na Azadegan League. Nazwa została nadana na cześć irańskich jeńców wojennych, który zostali uwolnieni. Liga rozpoczęła działalność w sezonie 1991/1992. Pierwszym mistrzem była drużyna PAS Teheran. Liczba uczestniczących zespołów była zróżnicowana z roku na rok. PAS Teheran i Saipa Karadż zdominowały pierwsze cztery lata rozgrywek. Na początku lat zespołom PAS Teheran i Esteghlal Teheran udało się zdobyć Azjatycką Ligę Mistrzów, a Persepolis Teheran zwyciężył w rozgrywkach Azjatyckiego Pucharu Zdobywców Pucharów. W połowie lat 90. ligę ponownie zdominowały zespoły Esteghlal i Persepolis. W latach 1995–2001 tylko te dwa zespoły sięgały po mistrzostwo kraju. Te dwa kluby zawsze składały się z najbardziej utalentowanych irańskich piłkarzy. Na zawodnikach obu ekip opierała się reprezentacja narodowa. W tym okresie Persepolis Teheran czterokrotnie był mistrzem Iranu, natomiast Esteghlal Teheran wywalczył ten tytuł 2 razy.
W 2001 nastąpiła reforma rozgrywek w Iranie. Od tego roku mistrzem Iranu zostaje zwycięzca nowo powstałej Iran Pro League, natomiast Azadegan League stała się jej zapleczem.

## Mistrzowie Azadegan League

### Jako mistrzowie Iranu
- 1991/1992: PAS Teheran
- 1992/1993: PAS Teheran
- 1993/1994: Saipa Karadż
- 1994/1995: Saipa Karadż
- 1995/1996: Persepolis Teheran
- 1996/1997: Persepolis Teheran
- 1997/1998: Esteghlal Teheran
- 1998/1999: Persepolis Teheran
- 1999/2000: Persepolis Teheran
- 2000/2001: Esteghlal Teheran

### Jako rozgrywki drugoligowe
- 2001/2002: Sanat Naft Abadan
- 2002/2003: Szemuszak Noszahr
- 2003/2004: Saba Kom
- 2004/2005: Szahid Ghandi Jazd
- 2005/2006: Mes Kerman
- 2006/2007: Szirin Faraz Kermanszah
- 2007/2008: Pajam Maszhad
- 2008/2009: Steel Azin Teheran (Grupa A) i Teraktor Sazi Tebriz (Grupa B)
- 2009/2010: Szahrdari Tebriz (Grupa A) i Naft Teheran (Grupa B)